# Résultats effectifs en théorie des nombres
 (juillet 2012).
Pour des raisons historiques et afin d'avoir des applications à la solution des équations diophantiennes, les résultats de la théorie des nombres ont été examinés plus que ceux d'autres branches des mathématiques pour déterminer si leur contenu est effectivement calculable. Ceci par exemple pose question sur toute utilisation de la notation grand O et les constantes qu'elle sous-entend : les affirmations sont-elles de simples théorèmes d'existence pour de telles constantes, ou peut-on trouver une version dans laquelle une borne calculable (comme 1 000) prend la place de la constante implicite ?
Beaucoup des résultats principaux que la théorie analytique des nombres prouva entre 1900 et 1950 étaient en fait ineffectifs. Parmi ces résultats on trouve les minorations sur la façon dont croissent les nombres de classes de certaines familles de corps ; et des limites pour les meilleures approximations rationnelles de nombres algébriques en termes de dénominateurs. Ces dernières peuvent être interprétées assez directement comme des résultats à propos d'équations diophantiennes, après le travail d'Axel Thue. Le résultat utilisé pour les nombres de Liouville dans la preuve est efficace dans la façon dont il applique le théorème des accroissements finis : mais les améliorations (connues comme le théorème de Thue-Siegel-Roth) ne l'étaient pas.
Des résultats ultérieurs, particulièrement d'Alan Baker, changèrent la donne d'une certaine manière. Des théorèmes plus faibles qualitativement parlant, mais avec des constantes explicites, peuvent désormais être appliqués en conjonction avec un traitement par ordinateur pour prouver que certaines listes de solutions conjecturées complètes le sont bel et bien.
Les difficultés ici furent attaquées par des techniques de preuve radicalement différentes, en faisant beaucoup plus attention aux preuves par l'absurde. Les arguments utilisés sont plus proches de la théorie de la preuve que des théories de la calculabilité et des fonctions récursives. Il est assez vaguement conjecturé que les difficultés pourraient se trouver dans le domaine de la théorie de la complexité des algorithmes. Des résultats ineffectifs sont encore prouvés sous la forme A ou B, pour lesquels nous n'avons aucun moyen de dire laquelle des alternatives est vraie.